# القرآن في روسيا (كتاب)
القرآن في روسيا هو كتاب من تأليف الباحث الروسي المستعرب يفيم أناتوليفيتش ريزفان، يتابع تاريخ مخطوطات قرآنية في روسيا. صدر الكتاب باللغة العربية عام 2002 بدبي في الإمارات العربية المتحدة، ويضم مجموعة من المقالات والمختارات من الكتب والمراسيم والقوانين التي طبعت ونشرت في روسيا خلال القرنين التاسع عشر والعشرين. وقد قُسِّم الكتاب إلى ثلاثة أجزاء في مجلد واحد، ويتحدث الكتاب عن المخطوطات القرآنية من المجموعات الروسية.

## المقالات
يشمل الكتاب أربعة مقالات، هي:
- مخطوطة المصحف بالخط الكوفي من المكتبة الإمبراطورية العمومية بسان بطرسبورغ: دراسة ووصف تفصيلي لنسخة قديمة من القرآن الكريم تعود إلى القرن الثاني الهجري، وطريقة كتابتها، وأعمال الترميم التي جرت عليها، وتقسيم الآيات والسور فيها، ومقارنةٌ بينها وبين المصاحف القديمة الأخرى المكتوبة بالخط الكوفي.
- نسخة المصحف بالخط الكوفي المحفوظة في المكتبة الخديوية بالقاهرة: يعتبر وصفاً لمصحف مخطوط بالخط الكوفي، وكذلك يحوي مقارنة تفصيلية بين مصحف سان بطرسبورغ، حيث يوجد تشابه كبير بينهما، مما يدلُّ على أنه قديم كتب في نفس الفترة الزمنية، وقد بدأ بوصف المظهر الخارجي للمصحف وقياسه والمادة التي كتب عليها، وبين أنه تعرض للترميم ثلاث مرات.
- المخطوطة القرآنية النادرة العائدة إلى القرن السادس عشر الميلادي: مقال مقتبس من «البيانات المختصرة لمعهد الشعوب الآسيوية»، وهو يصف مخطوطة من القرآن الكريم كتبت بخط النسخ بالحبر الصيني، في المدينة النبوية قرب قبر النبي محمد سنة 982 هـ، وهي نسخة رائعة مذهَّبة، كتبت بدقة متناهية. وتعد من أفضل آثار التخطيط الشرقي، وحينما أزيلت ورقةٌ كانت ملتصقة ومدمجة بالمصحف وجد فيها نص وقفٍ من المتبرع محمد باشا الذي كان وزيراً في عهد السلطانين سليمان خان ومراد خان.
- وصف صندوق المصحف من ديوان الأمير م.أ. أوبولينسكي: وهو مقتبس من مذكرات أكاديمية العلوم، وطبع في مطبعة أكاديمية العلوم الإمبراطورية، ونشر سنة 1870م، يصف صندوقاً قديماً للمصحف عليه نقوش باللغة العربية والتترية، ويرجع تاريخه إلى سنة 1012 هـ، وكان من أملاك القيصر القصيمي أوراز محمد، وامتلكه في وقت كتابة المقال الأمير م.أ. أوبولينسكي. كما أنه يحتوي صوراً للزخارف التي على الصندوق.

## محاور الكتاب
ويتحدث الكتاب عن القرآن الكريم والنهضة الإسلامية في روسيا مشتملاً على عدة محاور هي:
- «تاريخ القرآن والمصاحف»: وهو كتاب طبع في سان بطرسبورغ سنة 1905م يعرض نبذة تاريخية عن كتابة المصحف في عهد النبي صلى الله عليه وسلم والخلفاء من بعده، ثم يذكر البراهين على امتناع وقوع التحريف في القرآن الكريم.
- "تفسير الفاتحة" من فقه القرآن": ألفه مؤلفه، وجمع فيه جميع ما لأئمة الفقه وأهل الاجتهاد وسلف الأمة من العلوم والبيان والاستنباط في المسائل الأدبية والاجتماعية والفقهية.
- «علاقة الإسلام اتجاه العلم والمؤمنين بالأديان الأخرى»: وفيه بيان اهتمام الحضارة الإسلامية والقرآن الكريم بالعلم عبر التاريخ.
- «نقض خطبة إرنست رينان الإسلام والعلم»: وهو لنفس المؤلف السابق، طبع في سان بطرسبورغ سنة 1883م. وفيه رد على المؤرخ والكاتب الفرنسي المشهور إرنست رينان ت 1892م، والذي كتب مقالاً بعنوان «الإسلام والعلم»، طعن فيه بالإسلام، واتهمه بالتعصب ومعاداة العلم، وترجم مقاله إلى الروسية ونشر سنة 1883م، فقام الكاتب عطاء الله بيازيدوف بالرد عليه ردا علمياً رصيناً، أورد فيه أمثلة على اهتمام الإسلام وتشجيعه على العلم
- «نبذة تاريخية للثقافة التترية والأدب قبل ثورة 1917»: الذي يلقي الضوء على طبيعة سير الحركة الفكرية التقدمية في روسيا وأكبر مشجعيها، ويذكر ترجمة لأشخاص كان لهم دور فيها، مثل: عطاء الله بيازيدوف، ورشيد إبراهيموف، وعبد الله بوبي، وضياء الدين كمالي، ورضاء الدين فخر الينوف وموسى بيغييف.

يدرس الكتاب القرآن الكريم في وثائق الإمبراطورية الروسية، الرسمية مشتملاً على محورين: الأول المنشورات والتراجم والرقابة، وفيه بيان ما دار من مراسلات رسمية حول موضوع إرسال 3,500 نسخة من القرآن لبيعها حيث يقيم المسلمون، وتحديد ثمن النسخة بستة روبلات وخمسة كوبيكات. والثاني: القوانين الروسية لقسم المسلمين عند الشهادة في قضاياهم مع المسيحيين.